# Тренчев, Антони
Анто́ни Анто́ниев Тре́нчев — болгарский политик и предприниматель, бывший депутат Народного собрания Республики Болгарии. Соучредитель криптовалютной компании Nexo.

## Биография
Родился 15 марта 1987 года в Мюнхене. С 2014 по 2017 годы был депутатом Народного собрания Республики Болгария, входил в состав Реформистского блока. Он был заместителем главы болгарской делегации в Парламентской ассамблее Совета Европы.
В Совете Европы участвовал в заседаниях Комитета по социальным вопросам, здравоохранению и устойчивому развитию в 2015 году, Подкомитета по связям с ОЭСР[прояснить] и ЕБРР[прояснить] с 2015 по 2016 годы, Комитета по политическим вопросам и демократии с 2015 по 2017 годы. Тренчев выступал также заместителем в заседаниях Комитета по социальным вопросам, здравоохранению и устойчивому развитию в тот же период.

### Предпринимательская карьера
Тренчев является управляющим партнером криптовалютной кредитной компании Nexo Capital Inc. Он также выступает в роли популяризатора криптовалют и появляется в качестве эксперта в криптовалютной индустрии на таких телеканалах, как CNBC и Bloomberg.